# دزیری‌جوماتی
دزیری‌جوماتی (گرجی: ძირიჯუმათი) یک روستا در شهرداری ازورگتی ناحیه گوریا در غرب گرجستان است. صومعه جوماتی در این ناحیه قرار دارد.